# Eriosyce
Eriosyce Phil., 1872 è un genere di piante della famiglia delle Cactacee, diffuso in Sud America.

## Tassonomia
Il genere comprende le seguenti specie:
- Eriosyce andreaeana Katt.
- Eriosyce armata (F.Ritter) P.C.Guerrero & Helmut Walter
- Eriosyce aspillagae (Söhrens) Katt.
- Eriosyce atroviridis (F.Ritter) P.C.Guerrero & Helmut Walter
- Eriosyce aurata (Pfeiff.) Backeb.
- Eriosyce bulbocalyx (Werderm.) Katt.
- Eriosyce calderana (F.Ritter) Ferryman
- Eriosyce caligophila R.Pinto
- Eriosyce castanea (F.Ritter) P.C.Guerrero & Helmut Walter
- Eriosyce chilensis (Hildm. ex K.Schum.) Katt.
- Eriosyce clavata (Söhrens ex K.Schum.) Helmut Walter
- Eriosyce coimasensis (F.Ritter) P.C.Guerrero & Helmut Walter
- Eriosyce crispa (F.Ritter) Katt.
- Eriosyce curvispina (Bertero ex Colla) Katt.
- Eriosyce duripulpa (F.Ritter) P.C.Guerrero & Helmut Walter
- Eriosyce elquiensis (Katt.) P.C.Guerrero & Helmut Walter
- Eriosyce engleri (F.Ritter) Katt.
- Eriosyce eriosyzoides (F.Ritter) Ferryman
- Eriosyce esmeraldana (F.Ritter) Katt.
- Eriosyce fankhauseri (F.Ritter) P.C.Guerrero & Helmut Walter
- Eriosyce fulva (F.Ritter) P.C.Guerrero & Helmut Walter
- Eriosyce garaventae (F.Ritter) Katt.
- Eriosyce glabrescens (F.Ritter) P.C.Guerrero & Helmut Walter
- Eriosyce heinrichiana (Backeb.) Katt.
- Eriosyce iquiquensis (F.Ritter) Ferryman
- Eriosyce islayensis (C.F.Först.) Katt.
- Eriosyce krausii (F.Ritter) Katt.
- Eriosyce kunzei (C.F.Först.) Katt.
- Eriosyce laui Lüthy
- Eriosyce limariensis (F.Ritter) Katt.
- Eriosyce litoralis (F.Ritter) P.C.Guerrero & Helmut Walter
- Eriosyce malleolata (F.Ritter) P.C.Guerrero & Helmut Walter
- Eriosyce marksiana (F.Ritter) Katt.
- Eriosyce megliolii (Rausch) Ferryman
- Eriosyce napina (Phil.) Katt.
- Eriosyce nigrihorrida (Backeb.) P.C.Guerrero & Helmut Walter
- Eriosyce occulta Katt.
- Eriosyce odieri (Lem. ex Salm-Dyck.) Katt.
- Eriosyce paucicostata (F.Ritter) Ferryman
- Eriosyce recondita (F.Ritter) Katt.
- Eriosyce riparia (Mächler & Helmut Walter) P.C.Guerrero & Helmut Walter
- Eriosyce rodentiophila F.Ritter
- Eriosyce senilis (Backeb.) Katt.
- Eriosyce simulans (F.Ritter) Katt.
- Eriosyce sociabilis (F.Ritter) Katt.
- Eriosyce spectabilis Katt., Helmut Walter & J.C.Acosta
- Eriosyce spinosior (F.Ritter) P.C.Guerrero & Helmut Walter
- Eriosyce strausiana (K.Schum.) Katt.
- Eriosyce subgibbosa (Haw.) Katt.
- Eriosyce taltalensis (Hutchison) Katt.
- Eriosyce tenebrica (F.Ritter) Katt.
- Eriosyce umadeave (Fric ex Kreuz.) Katt.
- Eriosyce vallenarensis (F.Ritter) Katt.
- Eriosyce villicumensis (Rausch) Katt.
- Eriosyce villosa (Monv.) Katt.
- Eriosyce wagenknechtii (F.Ritter) Katt.